# 马克苏尔
马克苏尔是德国图林根州的一个市镇。总面积64.97平方公里，总人口2991人，其中男性1534人，女性1457人（2011年12月31日），人口密度46人/平方公里。